# 焦西街道
焦西街道，是中华人民共和国河南省焦作市解放区下辖的一个乡镇级行政单位。

## 行政区划
焦西街道下辖以下地区：
园林社区、祥和社区、电翔社区和电建社区。